# Estrichschaden
Estrichschäden sind Bauschäden in einem Estrich. Estrichschäden können in vielen unterschiedlichen Erscheinungen auftreten und werden überwiegend durch mechanischen Einfluss oder physikalisch-chemische Prozesse verursacht.

## Schadensursachen
Die Klärung der Ursache ist im Schadensfall besonders wichtig, um die Sanierungsarbeiten erfolgreich durchzuführen. Wenn nur die Symptome, aber nicht die Ursachen behoben werden, besteht die Gefahr, dass sich der Schaden wiederholen wird.
In der Regel gibt es allerdings nicht nur eine einzelne Ursache, sondern eine Kombination aus mehreren sich teilweise auch gegenseitig beeinflussenden Ursachen.
Mögliche Ursachen von Materialveränderung und Materialversagen können physikalischer, chemischer, technischer oder biologischer Natur sein:
- bei der Herstellung: falsches Mischungsverhältnis oder minderwertige Bindemittel im Ausgangsmaterial; zu schnelles Austrocknen nach dem Einbringen (überwiegend bei Zementestrichen)
- übermäßige Beanspruchung durch Nutzlasten oder Erschütterungen
- chemische Materialveränderung (z. B. Korrosion) durch auslaufende Chemikalien, Inhaltsstoffe von Abgasen und instustrieller Atmosphäre oder natürliche Alterung
- Erhitzung durch Feuer oder Sonnenstrahlung
- fehlende Schutzmaßnahme (fehlende Abdichtung)
- biologische Einwirkungen (z. B. Schimmelpilz, Algen, Tierfraß)
- Oberflächen-Verschleiß unter Nutzung

## Allgemeine Schäden bei Estrichen

### Risse
Durch äußere Einwirkungen und innere Vorgänge (z. B. Schwinden) entstehen Spannungen im Estrich. Wenn die Zugspannung lokal die Materialfestigkeit übersteigt, bildet sich ein Riss.
Man unterscheidet zwei Schadensformen
- Risse an der Oberfläche des Estrichs, die sich nach unten verjüngen. Bei dieser Form sind die Risse meist netzartig verzweigt. Der Grund dafür liegt oft in einem ungleichmäßigen Anfangsschwinden des Estrichs. Oben trocknet er schneller aus als unten. Diese Art der Risse kommt überwiegend bei Verbundestrichen vor, da durch die eingeschränkte Bewegung des Estrichs auf dem Untergrund durch Schwindung des frischen Estrichs stärkere Zugspannungen auftreten.
- Risse mit parallel verlaufenden Rissufern im gesamten Estrichquerschnitt, manchmal sogar bis in den Untergrund. Diese Form tritt überwiegend bei Estrichen auf Dämm- oder auf Trennschicht auf. Sie entstehen zum Beispiel durch fehlenden Schwind-, Rand-, oder Bewegungsfugen oder durch Bruch der Estrichplatte bei ungenügender Dicke bzw. zu hoher Belastung. Auch Verwölbungen der Estrichplatte können eine Ursache sein.

### Einbrüche
Einbrüche im Estrich sind relativ selten. Sie entstehen durch zu hohe Einzellasten auf Estrichen mit einer weichen Unterlage. Die Last stanzt einen kreisförmigen Bereich im Estrich aus, wenn die Druck- und Scherkräfte zu stark werden.

### Zerfall, Festigkeitsverlust
Zerfall bei Estrichen bedeutet, dass der Estrich in viele kleine Bruchstücke zerbricht oder sich krümelig auflöst. Dies geschieht wenn die Baustofffestigkeit nicht hoch genug ist und den äußeren Lasten und inneren Spannungen nicht standhalten kann. Die Ursache kann in der Rezeptur des Estrichs liegen. Auch fehlende Nachbehandlung (zu schnelle Austrocknung) kann ein Grund sein. Einige Chemikalien greifen das Bindemittel im Estrich an, wodurch auch die Festigkeit auch durch verringert wird. Zudem kann eine zu hohe Feuchtigkeitsbelastung schädigend wirken, besonders in Verbindung mit niedrigen Temperaturen kann es zu Frostschäden kommen.

### Verformungen (Absenkungen, Verwölbungen)
Estriche auf Trenn- oder Dämmschichten können sich unabhängig von dem Untergrund verformen. Schwimmende Estriche (auf Dämmschicht oder Trockenschüttung) können sich absenken und verwölben. Erkennbar ist eine Absenkung meist am Übergang vom Bodenbelag zum Randsockel. Wärme- und Trittschall-Dämmschichten geben bereits beim Einbringen des Estrichs nach. Schüttmaterial sackt bei erster Belastung zusammen. Eine unerwünschte Volumenverringerung kann durch Einwirkung Wasser oder Lösungsmitteln auftreten.
Bei Estrichen auf Dämmschicht treten größere Verformungen durch Einzelasten in den Eck- und Randzonen des Estrichs auf. Fertigteilestriche (Trockenestrich) sind dabei empfindlicher als Zementestriche.
Durch thermische und hygrische Einflüsse kann es ebenfalls zu Verformungen kommen. Bei Estrichen auf Dämmschicht kommt es zu „Aufschüsselungen“ durch stärkeres Schwinden in der oberen Zone als in der unteren Zone. Dieser Effekt kann sich bei Heizestrichen noch verstärken, da sich der Estrich durch die thermische Längenänderung im Bereich der Heizelemente (meist in der unteren Zone) stärker ausdehnt.
Auf dem nicht vollständig abgebundenen Estrich aufgebrachte Beläge können das natürliche Schwinden des Estrichs behindern. Insbesondere Hartbeläge, wie Keramik, Naturstein oder Betonwerkstein, bilden an der Oberseite eine steife Schicht, so dass die Unterseite besonders bei Zementestrich stärker schwindet als die Oberseite und der Estrich sich in der Folge in der Mitte aufwölbt.
Ungleichmäßige Verformung des Estrichs kann sich am Streifen von Türen auf dem Bodenbelag bemerkbar machen.
Zusammenwirken von anfänglichem „Aufschüsseln“ und späterem Aufwölben von Estrichen auf Dämm- oder Trennschicht
Der Estrich schwindet zunächst an der Oberfläche und „schüsselt auf“. Wenn dann Keramikbelag und Randsockel aufgebracht werden, wird das Schwinden an der Oberfläche unterbunden und der Estrich zieht sich an der Unterseite stärker zusammen. Durch den Rückgang der anfänglichen Aufschüsselung senken sich die Ränder ab, wodurch sich Risse in der Verfugung zwischen Bodenbelag und Randsockel bilden können.

### Weitere Schäden im Zusammenhang mit Fußboden-Belägen
Beläge aus Holz wie Parkett oder Holzpflaster quellen auf, wenn Wassergehalt des Holzes beim Einbau geringer ist als der Feuchtegehalt des Estrichs oder die Ausgleichsfeuchte, die sich bei der späteren Nutzung einstellt. Entstehende Spannungen werden in den Estrich übertragen. Dies kann Risse im Estrich oder das Ablösen des Belags vom Estrich zur Folge haben.
Wenn wasserdampfdichte Beläge auf die nicht dauerfeuchtebeständigen Calciumsulfat- oder Magnesiaestriche aufgebracht werden, kann sich ein zu hoher Feuchtegehalt im Estrich einstellen, durch den es zu Gefügestörungen und Zerfall kommt.

### Ablösungen vom Untergrund
Bei Verbundestrichen oder mehrschichtigen Estrichen können Ablösungen zwischen dem Estrich und dem Untergrund bzw. den einzelnen Schichten vorkommen, wenn kritische Scher- und Zugspannungen erreicht werden.
Das Problem kann auftreten, wenn die beiden Schichten ein stark unterschiedliches Schwind- oder thermisches Längenveränderungsverhalten aufweisen.
Auch seitliche Stauchungen, nachträgliche Durchbiegungen des Untergrunds oder absprengende Druckkräfte diesen Schadensfall verursachen.

### Schlechte Oberflächenbeschaffenheit
Ob die Oberflächenbeschaffenheit als mangelhaft anzusehen ist, hängt von den Anforderungen ab. Risse sowie Farb- und Strukturunterschiede in der Oberfläche können insbesondere bei Nutzestrichen als Mangel angesehen werden. Gründe können in der unzureichenden Durchmischung oder der falschen Rezeptur der Rohmasse liegen.
An der Oberfläche können sichtbare Poren entstehen, wenn der beispielsweise Wasserzementwert zu hoch oder die Mörtelkonsistenz ungünstig ist.
Durch punktuelle mechanische Überbeanspruchung kann es zu Abplatzungen der Estrichoberfläche kommen, insbesondere wenn ungeeignete Zuschlagstoffe verwendet wurden.
Erhöhter Oberflächenverschleiß, insbesondere im Zusammenhang mit einer absandenden Oberfläche, liegt oft an einer zu raschen Austrocknung von Zementestrich oder einer zu geringen Festigkeit des Estrichs.
Soll der Estrich einen Bodenbelag erhalten, ist die optische Beschaffenheit nicht relevant. Jedoch muss die Haftzugfestigkeit der Oberfläche für das Aufbringen von Spachtelschichten und Kleber ausreichend hoch sein. Ein Absanden der Oberfläche kann auf eine zu geringe Festigkeit hinweisen. Haftvermindernd kann außerdem eine sogenannte Schlämmschicht („Sinterschicht“) wirken, die insbesondere bei Zement- und Calciumsulfatfließestrichen auftritt. Meist ist ein zu hoher Wasser/Bindemittel-Wert die Ursache. Die Estrichmischung ist dann so flüssig, dass das Bindemittel beim abschließenden Glätten des frischen Estrichs an die Oberfläche wandert.

### Maßtoleranzüberschreitungen
Wenn die vorgesehene Höhenlage (und damit die Anschlusshöhe) des Estrichs überschritten wird, ergeben sich unerwünschte Absätze an Treppenstufen, Podesten oder Türöffnungen.
Bei Gefälleestrichen kann bei fehlender oder falscher Neigung Wasser nicht wie vorgesehen ablaufen.
Eine ungenügende Ebenheit kann daraus resultieren, dass der frische Estrich zu früh belastet oder das Abziehen und Glätten nicht sorgfältig ausgeführt wurde.

### Einmuldungen und Eindrückungen
Einmuldungen und Eindrückungen treten bei Gussasphaltestrichen durch Einzellasten auf, wenn die erforderliche Härteklasse nicht erreicht wird.

### Knackgeräusche
Störende Knack- oder Knirschgeräusche können ebenfalls ein Mangel sein. Bei schwimmenden Estrichen können sie im Bereich von Anschlussfugen auftreten. Bei fehlenden Trennstreifen reiben benachbarte Estrichplatten aneinander oder der Estrich reibt an der Wand. Wenn Trennstreifen nicht gleichmäßig eingebracht, nachträglich beschädigt oder entfernt werden, können Mörtelreste und Steinchen in den Fugenraum fallen und Geräusche erzeugen.
Auch bei Trockenestrichen aus Holzwerkstoffplatten können mangelhaft verklebte Verbindungen zwischen den Platten störende Geräusche hervorrufen.
Bei Heizestrichen können bei behinderter Wärmeausdehnungen Knack-Geräusche entstehen.

### Feuchteschäden
Schäden durch Feuchte sind sehr vielseitig und gehören zu den häufigsten Schadensarten an Fußböden.
Häufige Ursachen erhöhter Feuchtewerte:
- initiale Baufeuchte,
- hohe Luftfeuchtigkeit infolge der späteren Nutzung; im Keller kann sich im Sommer durch Eintritt feuchtwarmer Luft Kondensat bilden,
- Wasserschäden durch Lekagen, Rohrbruch, undichte Dächer und Fassaden etc.,
- aufsteigende Bodenfeuchtigkeit bei fehlender oder beschädigter Abdichtung, auch wasserundurchlässiger Beton ist nicht vollständig dampfdicht.

Folgen erhöhter Feuchte:
- Calciumsulfat- und Magnesiaestriche sind aufgrund wasserlöslicher Bestandteile nicht beständig gegenüber langandauernden Feuchte und daher besonders zu schützen. Bei langandauernder Feuchte verlieren sie ihre Festigkeit, lösen sich auf oder verformen sich.
- Je nach Material kann die Dämmschicht eines schwimmenden Estrichs bei erhöhter Feuchtigkeit ihre Festigkeit verlieren.
- Erhöhte Feuchte kann zur Blasenbildung und Verseifung des Kleber von elastischen Bodenbelägen führen.
- Im Estrich verlegte Rohrleitungen aus Stahl und Kupfer können bei Kontakt mit Feuchte korrodieren.

### Spezielle Schäden im Freien
Aufgrund ihrer Beständigkeit gegen dauerhafte Feuchte eignen sich im Außenbereich in der Regel nur Zement- und Gussasphaltestriche. Bei Zementestrichen sind ein bestimmter Zementgehalt und ein niedriger Wasserzementwert erforderlich, um Frostbeständigkeit zu erreichen. Durch bestimmte Zuschläge und Maßnahmen zur Steuerung von Porengrößen und -formen können Schäden durch den Kristallisationsdruck von frierendem Wasser vermieden werden. Eine Abdichtung gegen Regenwasser erhöht die Lebensdauer. Durch Temperaturwechsel kommt es zu thermischer Längenänderungen und Spannungen im Estrich. Alle paar Meter sind Dehnungsfugen anzulegen, um Risse zu vermeiden.
Gussasphaltestrich benötigt eine hohe Härteklasse um bei Sonnenbestrahlung nicht zu erweichen.

### Chemische Unbeständigkeiten
Chemikalien können sowohl die Bindemittel als auch die Zuschlagstoffe eines Estrichs angreifen. Gussasphaltestrich erweichen bei Kontakt mit Lösemitteln wie Benzin. Zementestrich wird von Säuren sowie teilweise von Chlor- und Schwefelverbindungen angegriffen.

### Ausbildung von Fugen
Außer plastische Gussasphaltestriche und elastische Kunstharzestriche erhalten Estriche in regelmäßigen Abständen Fugen, um kleine Formänderungen zu erlauben und Risse zu vermeiden.
An Bewegungsfugen können unregelmäßige Risse auftreten wenn die Fugen nicht deckungsgleich über den gegebenenfalls im Untergrund vorhandenen Fugen liegen. Wenn die Fugenbreite zu gering ist, kann es zur Ablösungen der Fugendichtungsmasse an den Flanken kommen (Adhäsionsrisse).
Die Verfugung muss elastisch vorgenommen werden, um den Estrich längs der Fuge nicht zu schädigen. Frei liegende Fugenkanten bei Nutzestrichen sind anfällig gegenüber rollender Beanspruchung. Durch eingelassene Eckschienen können Ausbrüche vermieden werden.
An Scheinfugen können in seltenen Fällen Knirschgeräusche durch lose Zuschlagkörner auftreten. Ein durchgehender Oberbelag kann Schaden nehmen, wenn Scheinfugen nicht ausreichend kraftschlüssig verbunden sind.
An fehlerhaften Randfugen kann es zur Stauchung des Belags kommen, wenn die Wärmedehnung behindert ist. Die Fugendichtungsmasse zwischen Bodenbelag und den Sockelplatten (bzw. Wandbelag) kann abreißen, wenn es zur Absenkung der Estrichränder kommt.
In offene Randfugen können Schmutz und Insekten eindringen.

### Nicht erreichte Belegreife
Die Belegreife wird anhand des Feuchtegehalts des Estrichs bestimmt. Ein belegreifer Estrich also ausreichend Festigkeit, ist ausreichend abgebunden und idealerweise annähernd bis zur Gleichgewichtsfeuchte ausgetrocknet, so dass das Aufbringen des vorgesehenen Bodenbelags möglich ist.
Häufig kommt es durch zu frühes Belegen bei unterlassener Belegreifeprüfung zu Schäden. Dampfdichte Beläge behindern die Austrocknung des Estrichs. Insbesondere bei Calciumsulfat- und Magnesiaestrich ist dies problematisch, weil ihre Festigkeit durch Feuchtigkeitseinfluss abnimmt und sie aufbeulen können. Auch gewisse Klebstoffe für Bodenbeläge sind empfindlich gegenüber Feuchtigkeit.
Holzfußböden quellen bei Feuchteaufnahme auf. Ein starrer Belag bei schwimmenden Estrichen behindert das nachträgliche Schwinden an der Oberseite. Wenn dann die Unterseite beim Abbinden schwindet wölbt sich der Estrich nach oben.
Bei ungünstigen Trocknungsbedingungen sowie zu großer Estrichdicke verlängert sich die Zeitdauer bis zur Belegreife.

## Schäden an Verbundestrichen
Bei Verbundestrichen ist der Estrich fest mit dem tragenden Untergrund verbunden. Daher ist die Haftfestigkeit hier von Bedeutung.
Verbundestriche werden häufig auf Stahlbeton aufgebracht. Bei neuen Stahlbetondecken besteht die Gefahr den Estrich zu früh aufzubringen. Die Decke verformt sich noch, wodurch Spannungen im Estrich auftreten. Bei mehrfeldrigen Decken entstehen dabei über den Auflagern Zugspannungen im Estrich. Werden die Spannungen zu hoch, kann der Estrich reißen und Risse ausbilden.
Sind bereits Risse im Untergrund vorhanden sind, sollten diese vor dem Aufbringen des Estrichs geschlossen werden, damit sie sich weniger leicht in den Estrich fortsetzen.
Spannungen treten auch durch unterschiedliches Verformungsverhalten von Untergrund und Estrich hervorgerufen. Unterscheiden sich thermische Längenänderung oder Schwind- und Quellverhalten des Untergrund vom Estrich entstehen Spannungen im Haftverbund und der Estrich kann sich von dem Untergrund lösen.
Der Untergrund darf ebenfalls nicht stark verschmutzt oder zu glatt sein und sollte keine Sinterhaut aufweisen. Durch Haftbrücke, z. B. aus Kunstharz mit grobem Quarzsand als Zuschlagstoff, kann die Haftung verbessert werden. Ebenso kann eine ungeeignete Estrichmischung oder schlechte Verdichtung zu einem gestörten Haftverbund und einer Ablösung des Estrichs führen.
Da der untere Bereich des Estrichs durch den Verbund zum Untergrund in der Bewegung eingeschränkt ist, bilden sich verzweigte netzartige Risse mit nach unten verjüngender Rissbreite. Insbesondere dann, wenn der frische Estrich ein hohes Schwindmaß hat oder eine ungenügende Nachbehandlung der Oberfläche erfolgt.
Risse können sich in Verbundestrichen parallel zu Bewegungsfugen bilden, diese nicht deckungsgleich mit den Fugen im Untergrund sind.

## Schäden an Estrichen auf Trennschicht
Bei Estrichen auf Trennschicht kann sich die Estrichplatte nach Überwindung der Reibungskräfte auf der Trennschicht horizontal bewegen.
Kräfte aus Nutzlasten können in den Untergrund eingeleitet werden ohne Risse zu erzeugen, wenn bestimmte Schichtstärken und Nennfestigkeiten eingehalten werden.
In der Regel bewirkt eine Verformung des Untergrunds keine schädlichen Spannungen im Estrich.
Estriche auf Trennschicht werden im Wesentlichen durch Eigenspannungen aus Schwinden, Quellen und thermisch bedingten Längenänderungsbestrebungen beansprucht.
Bei großen Estrichflächen kann es aufgrund der Reibung zwischen Estrich und Untergrund in der Plattenmitte zu Spannungsrissen kommen, wenn eine thermische Längenänderung eintritt. Auch Estrichflächen auf Trennschicht sind darum mit Dehnungsfugen in Einzelfelder zu unterteilen.
Wenn sich der Estrich im oberen Bereich stärker dehnt oder zusammenzieht, kann es zu einer Verformung der Estrichplatte kommen. So führt eine einseitige Erwärmung von oben zu einer Verlängerung der Estrichoberseite, die Unterseite wird vergleichsweise weniger stark erwärmt und dehnt sich nicht so stark aus. Der Estrich wölbt sich nach oben. Das Gegenteil passiert durch rasches Austrocknen an der Oberfläche und damit einhergehender Schwindverkürzung. Die Unterseite verkürzt sich weniger und es kommt zum „Aufschüsseln“ der Ränder.
Bei der Verlegung der Trennschichten sollte es nicht zur Faltenbildung kommen, da der Estrich über den Falten Schwachstellen hat, an denen sich Risse bilden können.
Bei fehlenden Randfugen kann die seitliche Bewegung des Estrichs etwa an Pfeilern behindert werden, wodurch sich ebenfalls Risse bilden können.

## Schäden an Estrichen auf Dämmschicht
Estriche auf Dämmschicht, auch „Schwimmende Estriche“ genannt, können sich wie Estriche auf Trennschicht horizontal verschieben. Daher können ähnliche Probleme wie bei Estrichen auf Trennschicht auftreten.
Wie bei diesen kann es durch unterschiedliches Schwindverhalten im oberen und unteren Bereich des Estrichs zur Verwölbung kommen, durch die sich die Randbereiche absenken.
Estriche auf Dämmschicht werden bei Belastung auf Biegung beansprucht, da die Dämmschicht nachgibt. Kritisch sind insbesondere punktuelle Einzellasten an den Rändern. Die resultierenden Biegezugspannungen können Risse hervorrufen verursachen. Risse entstehen auch bei ungenügender Festigkeit oder zu geringer Estrichdicke.
Die Dämmschicht erschwert nach dem Einbringen das Verdichten des Estrichmörtels, wodurch der Estrich eine geringere Dichte und Endfestigkeit erreicht. Die Verwendung von Fließestrich wirkt dem entgegen. Besonders bei einer mehrlagiger Dämmschicht kann es zum Beispiel beim Begehen zum Verschieben der Dämmschicht und der Abdeckungen kommen, wodurch gegebenenfalls rissanfällige Schwachstellen im Estrich entstehen.
Auch auf der Rohdecke verlaufende Installationen und Rohrleitungen erschweren den sorgfältigen Einbau der Dämmschicht. Rohrleitungen sollten stattdessen idealerweise in einem Ausgleichsestrich verlaufen.
Estriche auf Dämmschicht sollen in der Regel gewisse Anforderungen an den Trittschallschutz und Wärmeschutz erfüllen. Ungewollte Schallbrücken entstehen oft im Bereich von schlecht ausgeführten Randfugen.
Die Dämmschicht muss durchgängig ohne Fehlstellen verlegt werden und die vorgegebene Dämmschichtdicke erreichen.

## Schäden an Heizestrichen
Heizestriche werden gewöhnlich als Estriche auf Dämmschicht ausgeführt. Sie besitzen allerdings zusätzliche Heizelemente, meist im unteren Bereich, woraus sich eine höhere thermische Beanspruchungen ergibt. Heizestriche trocknen durch Inbetriebnahme schneller und stärker aus und schwinden dadurch auch stärker, wodurch die Rissgefahr steigt.
Bei der Verwendung von Kupferrohren treten Spannungen zwischen Zementestrich und Rohren auf, da Kupferrohre im Gegensatz zu Stahl einen höheren Längenänderungsfaktor als Zement aufweisen. Kupferrohre werden darum häufig mit einem Kunststoffmantel versehen.
Heizestriche neigen oft zur Verkrümmung. Mit aufgebrachten Keramikbelägen kommt es oft zur Aufwölbung des Estrichs und Absenkung der Ränder. Dadurch kann die bereits eingebrachte Fugendichtungsmasse an den Randanschlüssen reißen.
Heizestriche sind umlaufend mit elastisch ausgefüllten Bewegungsfugen (z. B. Randdämmstreifen) zu begrenzen, die ausreichend breit sein müssen.
Heizestriche müssen vor dem Belegen aufgeheizt werden, damit entstehende Risse vor dem Belegen saniert werden können. Geschieht dies nicht, können später Rissschäden auftreten.
Heizestriche mit wassergefüllten Rohren sollten nicht durchfrieren, damit der Gefrierdruck nicht die Heizschlangen beschädigt.

## Baustoffbedingte Schäden
Bei Zementestrichen tritt eine große Schwindung auf, die zu Rissen, Verkrümmungen oder Ablösungen vom Untergrund führen kann. Bei Fließestrich aus Zement ist eine verlängerte Austrocknungszeit bis zur Belegreife zu beachten.
Calciumsulfatestriche enthalten wasserlösliche Bestandteile. Durch Feuchtigkeit kann es zu Festigkeitsverlust kommen. Auch Calciumsulfatestriche können teilweise haftungsvermindernde „Sinterschichten“ ausbilden. In Einzelfällen kann es bei ungünstiger Zusammensetzung zu einem unerwartet starken Schwinden und Rissbildung kommen.
Auch Magnesiaestriche enthalten wasserlösliche Bestandteile und sind somit feuchteempfindlich. Eine ungenaue Dosierung der CaCl2-Lösung kann zu Rissen führen. Chloridionenwanderung aus Magnesiaestrich kann Metalle korrodieren lassen.
Bei Kunstharzestrichen kann es in Einzelfällen durch Fehler beim Mischen zu einer nicht bestimmungsgemäßen Erhärtung kommen. Teilweise bleibt dann die Oberfläche klebrig und muss beschichtet werden.
Bei Gussasphaltestrichen kann es bei punktueller Last zur plastischen Verformung kommen, wenn der Estrich eine zu geringe Härteklasse erreicht. Außerdem kann sich der Estrich unter Sonneneinstrahlung bis auf 60 °C erwärmen und wellenartige Verformungen an der Oberfläche ausbilden.
Bei Fertigteilestrich (Trockenestrich) bilden die Verbindungen zwischen den einzelnen Platten Schwachpunkte, an denen sich bei ungenügender Verklebung Risse ausbilden und ein knarrendes Geräusch beim Begehen auftreten können. Bei Verwendung von Holzspanplatten und Gipsbauplatten kommt es bei Durchfeuchtung zu Festigkeitsverlust. Holzwerkstoffplatten sind darüber hinaus wegen des großen Quell- und Schwindmaß problematisch. Trockenschüttung unter den Platten kann durch Spalten im Untergrund herausrieseln und so zu einer Absenkung der Estrichplatte führen.